# 412년

## 연호
- 동진(東晉) 의희(義熙) 8년
- 고구려(高句麗) 영락(永樂) 22년
- 후진(後秦) 홍시(弘始) 14년
- 북위(北魏) 영흥(永興) 4년
- 서진(西秦) 경시(更始) 4년 / 영강(永康) 원년
- 남량(南凉) 가평(嘉平) 5년
- 북량(北凉) 영안(永安) 12년 / 현시(玄始) 원년
- 서량(西凉) 건초(建初) 8년
- 북연(北燕) 태평(太平) 4년
- 하(夏) 용승(龍昇) 6년

## 기년
- 동진(東晉) 안제(安帝) 16년
- 북위(北魏) 명원제(明元帝) 4년
- 신라(新羅) 실성 마립간(實聖麻立干) 11년
- 고구려(高句麗) 광개토왕(廣開土王) 22년 / 장수왕(長壽王) 원년
- 백제(百濟) 전지왕(腆支王) 8년

## 사건
- 신라(新羅) 내물마립간의 아들인 복호와 미사흔이 각각 고구려, 왜에 인질로 보내진다.
- 고구려, 광개토왕 세상을 떠남.  그의 아들 거련이 20세의 나이로 왕의 자리에 오름.

## 사망
- 고구려(高句麗)의 19대 태왕(太王) 광개토왕(廣開土王)